# Заріччя (Роменський район)
Заріччя —  село в Україні, в Сумській області, Роменському районі. Населення становить 11 осіб. Входить до складу Хмелівської сільської громади. До 2020 орган місцевого самоврядування - Басівська сільська рада.

## Географія
Село Заріччя розташоване на лівому березі річки Хмелівка, вище за течією примикає село Басівка, нижче за течією на відстані 2 км розташоване село Великі Будки, на протилежному березі село Басівка.
По селу тече струмок, що пересихає.

## Історія
Село постраждало внаслідок геноциду українського народу, проведеного урядом СРСР 1923-1933 та 1946-1947 роках.
12 червня 2020 року, відповідно до розпорядження Кабінету Міністрів України № 723-р «Про визначення адміністративних центрів та затвердження територій територіальних громад Сумської області», село увійшло до складу Хмелівської сільської громади.
19 липня 2020 року, в результаті адміністративно-територіальної реформи та ліквідації Роменського району(1930-2020), громада увійшла до складу новоутвореного Роменського району.